# Josefina Buxadé
Josefina Buxadé Castelán (Puebla de Zaragoza, Puebla; 26 de mayo de 1965) es una docente y política mexicana. Ha sido Diputada local y Comisionada Propietaria en la Comisión para el Acceso a la Información Pública del Estado de Puebla. Destaca su experiencia en temas como la transparencia, el acceso a la información y la protección de datos personales.
Es Licenciada en Comunicación en la Universidad Iberoamericana Plantel Santa Fe. Posteriormente, en 1993, estudió una Maestría en Ciencias de la Comunicación en la Universidad Autónoma de Barcelona.

## Docencia
Desde 1998, trabajó como profesora de tiempo completo del Departamento de Ciencias de la Comunicación de la Universidad de las Américas Puebla, dando cursos de ética periodística, hablar en público, géneros periodísticos y periodismo de investigación, entre otros, a nivel licenciatura; y las materias de Comunicación masiva y Derecho a la información en maestría. Además, dentro de la misma universidad fungió como Jefa del Departamento de Ciencias de la Comunicación durante el 2009 y el primer trimestre de 2010 y fue asesora del periódico estudiantil La Catarina de enero de 2000 a diciembre de 2004.
Ha participado como ponente en diversos congresos y seminarios como la Semana de Transparencia organizada, en el 2008, por el Ayuntamiento de Puebla; los IX y X Congresos Nacionales y IV y V Internacionales de Derecho a la Información del Instituto de Investigaciones Jurídicas de la UNAM, en 2008 y 2009 respectivamente; y el Seminario Nacional Democracia, Elecciones y Medios de Comunicación: México 2010 realizado por la Asociación Mexicana de Derecho a la Información (AMEDI) y la UNAM.
Como articulista ha colaborado en diversos medios de comunicación como e-Consulta, Cambio/La Quinta Columna, Momento, El Heraldo y Síntesis.

## Vida pública
Del 2005 al 2009 fue Comisionada Propietaria de la Comisión para el Acceso a la Información Pública del estado de Puebla, que es el órgano estatal garante de la transparencia y el acceso a la información. Presidió la Subcomisión de Estudios Normativos de la Conferencia Mexicana para el Acceso a la Información Pública (Comaip).
En 2011 toma el cargo como Diputada local del Distrito V de Puebla capital en la LVIII Legislatura del Honorable Congreso del Estado de Puebla. Desde entonces y hasta 2013, preside la Comisión Legislativa de Transparencia y Acceso a la Información; desde esa posición, logra la aprobación de una Ley de Transparencia estatal de avanzada, calificada como la cuarta mejor Ley de Transparencia del país en 2012 por Fundar, Centro de Análisis e Investigación, A.C. a través del Índice del Derecho de Acceso a la Información en México (IDAIM), repitiendo esas posiciones en los resultados de 2014 y 2015. Además, presentó la iniciativa para la primera legislación en materia de protección de datos personales en posesión de los entes gubernamentales en el estado de Puebla, que fue aprobada desde finales de 2013.
Posteriormente, fue designada como Presidente de la Comisión Legislativa de Gobernación y Puntos Constitucionales, desde donde impulsó la resolución de los conflictos de límites territoriales entre los municipios de Puebla de Zaragoza y San Andrés Cholula.
De febrero de 2017 a marzo de 2020 fue titular de la Coordinación Estatal de Transparencia y Gobierno Abierto del Estado de Puebla. 
Fue finalista en el proceso de selección de dos comisionados del INAI convocado por el Senado en 2022 y desde 2020 es profesora de tiempo completo en la UDLAP.